# Pleurota aristella
Pleurota aristella là một loài bướm đêm thuộc họ Oecophoridae. Nó được tìm thấy ở hầu hết miền nam và Trung Âu, cũng như quần đảo Channel. Ở phía đông, lĩnh vực phân bố kéo dài đến phía đông của miền Cổ bắc. Chúng cũng hiện diện ở Cận Đông.
Sải cánh dài 20–22 mm.
Ấu trùng ăn nhiều loài cây thấp khác nhau.

## Phụ loài
- Pleurota aristella aristella (Linnaeus, 1767)
- Pleurota aristella bitrabicella (Germar, 1817)
- Pleurota aristella schlaegeriella (Zeller, 1848)